# Welcome to the Western Lodge
Albums de Masters of Reality
How High the Moon: Live at the Viper Room
(1997) Deep in the Hole
(2001)
Welcome to the Western Lodge, sorti en 1999, est le quatrième album (le troisième en studio) du groupe de rock alternatif Masters of Reality  dont l'unique membre permanent est Chris Goss.

## L'album
Toutes les compositions de l'album sont l'œuvre des membres du groupe.

Premier album dans une formule à deux musiciens. Premier album avec John Leamy.

## Musiciens
- Chris Goss : voix, guitare, basse, claviers
- John Leamy : batterie, claviers

## Titres de l'album
| No  | Titre                      | Durée |
| --- | -------------------------- | ----- |
| 1.  | It's Shit                  | 2:56  |
| 2.  | Moriah                     | 3:35  |
| 3.  | The Great Spelunker        | 2:29  |
| 4.  | Time to Burn               | 2:36  |
| 5.  | Take a Shot at the Clown   | 3:53  |
| 6.  | Baby Mae                   | 3:14  |
| 7.  | Why the Fly ?              | 4:00  |
| 8.  | Ember Day                  | 0:55  |
| 9.  | Annihilation of the Spirit | 2:33  |
| 10. | Call Dr. Carrion           | 3:23  |
| 11. | Boymilk Walz               | 2:36  |
| 12. | Lover's Sky                | 2:56  |
| 13. | Also Ran Song              | 3:00  |

## Informations sur le contenu de l'album
- It's Shit est le single issu de l'album.
- Baby Mae est interprété par Chris Goss, Googe (basse) et Victor Indrizzo (batterie).